# Planctosphaera pelagica
 Planctosphaera pelagica  bildet als einziger bekannter Vertreter der Planctosphaeroidea neben den Eichelwürmern (Enteropneusta) und den Flügelkiemern (Pterobranchia) die Kiemenlochtiere (Hemichordata) innerhalb der Neumünder (Deuterostomia). Bisher sind von diesen Tieren nur Larven bekannt, weshalb eine genaue Zuordnung nicht möglich ist.
Entdeckt wurde Planctosphaera pelagica erstmals 1910 bei der norwegischen Tiefseeexpedition der „Michael Sars“. Die Crew fischte dabei aus einer Tiefe von 270 Metern kleine transparente und kugelige Organismen, die erst 1932 als Larvenformen beschrieben wurden. Eine Zuordnung zu einer ausgewachsenen Tierart konnte bislang nicht erfolgen, angenommen wird jedoch ein Eichelwurm, der in der Tiefsee lebt. Damit würden die Planctosphaeroidea kein eigenes Taxon mehr sein, sondern in die Eichelwürmer eingeordnet werden.
Die Larven sind mit einem Durchmesser von 10 bis 27 Millimeter relativ groß und zeichnen sich durch verzweigte Wimpernbänder aus. Das Mundfeld nimmt bei den Tieren etwa 2/3 der Oberfläche ein, der Darm ist V-förmig.